# Більча (Келецький повіт)
Більча (пол. Bilcza) — село в Польщі, у гміні Моравиця Келецького повіту Свентокшиського воєводства.
Населення — 3102 особи (2011).
У 1975-1998 роках село належало до Келецького воєводства.

## Демографія
Демографічна структура на день 31 березня 2011 року:
|          | Загалом | Допрацездатний вік | Працездатний вік | Постпрацездатний вік |
| -------- | ------- | ------------------ | ---------------- | -------------------- |
| Чоловіки | 1537    | 379                | 1060             | 98                   |
| Жінки    | 1565    | 330                | 1042             | 193                  |
| Разом    | 3102    | 709                | 2102             | 291                  |